# Museu Etnogràfic a l'aire lliure de Riga
El Museu Etnogràfic a l'aire lliure de Riga (en letö: Latvijas Etnogrāfiskais brīvdabas muzejs) és un museu a Riga, Letònia. Es tracta d'un museu a l'aire lliure, situat en una zona de parc al costat d'un llac als afores de la capital, amb cases de poble d'agricultors, portades de diferents districtes del país.

## Història
El museu va ser creat el 1924, inspirat en museus a l'aire lliure dels països escandinaus. El pla consistia a establir una granja típica de les quatre regions, Curlàndia, Zemgale, Vidzeme i Latgàlia, amb eines representatives dels diferents oficis exposades als edificis. El 1932 es va inaugurar el museu al públic; en 1939 hi havia 40 edificis construïts. L'any 2015 s'ha arribat als 118 edificis en exposició, així com més de 3.000 articles. La majoria dels grups ètnics a Letònia estan representats al museu. Les col·leccions compten aproximadament amb 114.000 articles.